# Голубовка (Коростышевский район)
Голубовка (укр. Голубівка) — село на Украине, основано в 1815 году, находится в Коростышевском районе Житомирской области.
Население по переписи 2001 года составляет 175 человек. Почтовый индекс — 12533. Телефонный код — 4130. Занимает площадь 1,183 км².

## История
В 1946 году указом ПВС УССР село Таубовка переименовано в Голубовку.

## Адрес местного совета
12533, Житомирская область, Коростышевский р-н, с. Крапивня